# Naaktoogmiervogel
De naaktoogmiervogel (Rhegmatorhina gymnops) is een zangvogel uit de familie Thamnophilidae (miervogels).

## Verspreiding en leefgebied
Deze soort is endemisch in amazonisch centraal Brazilië, met name van de Tapajós- tot de Iriririvier, zuidelijk tot Mato Grosso.

## Status
De grootte van de populatie is niet gekwantificeerd maar de soort wordt omschreven als schaars tot plaatselijk vrij algemeen maar met een versnipperde verspreiding. Aangenomen wordt dat de populatieaantallen snel achteruitgaan door habitatverlies. Op de Rode lijst van de IUCN heeft deze soort daarom de status kwetsbaar.